# Fluorescein (sử dụng y tế)
Fluorescein được sử dụng để giúp chẩn đoán một số vấn đề về mắt. Khi được áp dụng như một loại thuốc nhỏ mắt hoặc thuốc đặt vào một dải giấy áp vào bề mặt của mắt, nó được sử dụng để giúp phát hiện các tổn thương mắt như dị vật và trầy xước giác mạc. Khi cho bằng miệng hoặc tiêm vào tĩnh mạch, nó được sử dụng để giúp đánh giá các mạch máu ở phía sau mắt trong khi chụp mạch huỳnh quang.
Khi áp dụng cho bề mặt của các tác dụng phụ của mắt có thể bao gồm một khoảng thời gian ngắn nhìn mờ và đổi màu của kính áp tròng thuộc loại mềm. Khi sử dụng bằng miệng hoặc tác dụng phụ của thuốc tiêm có thể bao gồm đau đầu, buồn nôn và thay đổi màu da trong một khoảng thời gian ngắn. Phản ứng dị ứng có thể hiếm khi xảy ra. Fluorescein là thuốc nhuộm được đưa lên bởi giác mạc bị tổn thương sao cho khu vực này xuất hiện màu xanh lá cây dưới ánh sáng màu xanh coban. Ngoài ra còn có một phiên bản được trộn sẵn với lidocaine.
Fluorescein được sản xuất lần đầu tiên vào năm 1871. Nó nằm trong Danh sách các loại thuốc thiết yếu của Tổ chức Y tế Thế giới, loại thuốc hiệu quả và an toàn nhất cần có trong hệ thống y tế. Chi phí bán buôn ở các nước đang phát triển là khoảng US $ 12,25 cho mỗi chai 5 ml. Ở Anh, một liều duy nhất khiến NHS mất khoảng 0,43 pound. Nó cũng không đắt lắm ở Hoa Kỳ.

## Những động vật khác
Đôi khi nó cũng được dùng cho thú cưng trong môi trường nhiều thú cưng để xác định thú cưng nào cần sửa đổi hành vi. 